# 多治見市立笠原小学校
多治見市立笠原小学校（たじみしりつ かさはらしょうがっこう）は、岐阜県多治見市笠原町にある公立小学校。

## 通学区域
- 通学区域は笠原町全域であり、公立中学校の進学先は多治見市立笠原中学校である[1]。

## 沿革
- 1873年（明治6年）5月14日 - 求英義校が開校。廃寺になった日光寺を仮校舎とする[注釈 1]。
- 1877年（明治10年） - 求英学校に改称する。
- 1879年（明治12年） - 求英小学校に改称する。
- 1884年（明治17年） - 滝呂分教場を設置[注釈 2]。
- 1886年（明治19年） - 笠原尋常小学校に改称する。滝呂分教場が滝呂簡易科小学校として独立。
- 1889年（明治22年）7月1日 - 土岐郡笠原村が発足。
- 1891年（明治24年） - 移転。
- 1901年（明治34年） - 笠原尋常高等小学校に改称する。
- 1907年（明治40年） - 滝呂尋常小学校を統合する。滝呂分教場を設置。
- 1910年（明治43年） - 新築移転[注釈 3]。
- 1923年（大正12年）10月10日 - 笠原村が町制施行して笠原町となる。
- 1936年（昭和11年）1月 - 笠原第一尋常高等小学校に改称する。滝呂分教場が笠原第二尋常小学校となり独立。
- 1941年（昭和16年） - 笠原第一国民学校に改称する。
- 1947年（昭和22年） - 笠原町立笠原第一小学校に改称する。
- 1951年（昭和26年）4月1日 - 笠原町が多治見市に編入される。同時に多治見市立笠原小学校に改称する。
- 1952年（昭和27年）
  - 4月1日 - 旧・笠原町のうち、滝呂地区を除く区域が多治見市から分立、笠原村が発足。同時に笠原村立笠原小学校に改称する。
  - 8月1日 - 笠原村が町制施行し、笠原町となる。同時に笠原町立笠原小学校に改称する。
- 1966年（昭和41年） - 現在地に新築（鉄筋コンクリート造）移転。
- 1970年（昭和45年） - 校舎を増築。
- 1974年（昭和49年） - 校舎を増築。
- 2002年（平成14年） - 笠原中学校との小中一貫教育を開始。
- 2006年（平成18年）1月23日 - 笠原町が多治見市に編入される。同時に多治見市立笠原小学校に改称する。
- 2024年（令和6年）4月 - 笠原中学校に仮設校舎が完成。仮設校舎での授業を開始。
- 2026年（令和8年） - 笠原小中学校が開校（予定）。

## 義務教育学校の計画
- 笠原中学校と笠原小学校とを統合し、義務教育学校の多治見市立笠原小中学校となる。校舎は現在の笠原小学校の敷地内に新築し、令和8年度の開校を計画している[2]。笠原小中学校の新校舎の建設により従来の小学校校舎は解体されるため、2024年と2025年の2年間は、笠原中学校敷地内に建設される仮校舎を使用することになる。

## 出身著名人
- 山内逸三 - 窯業技術者。モザイクタイルの父。